# RoboCop: La serie animada
RoboCop: La Serie Animada es una serie animada producida en la década de 1980 por Marvel Productions, y se basa en el personaje y corto acontecimientos de la película RoboCop.
La serie animada se elaboró a partir del material de origen, calificado como R-Rated, una tendencia que se mantuvo para series como Rambo y Cruzadas Tóxicas. Entre los cambios más notables tenemos la eliminación de las balas (sustituidas por armas láser) y un escenario más de ciencia ficción. Robocop, en el dibujo animado original, tenía en la mitad de su visor una luz roja que ocasionalmente ocupaba el visor entero. Esto estuvo inspirado en la computadora HAL de 2001: Una Odisea del Espacio, la cual tenía una luz roja en su ojo.
La propiedad de la serie pasó a Disney en 2001 cuando Disney adquirió Fox Kids Worldwide, que también incluye a Marvel Productions.

## Sinopsis
La serie continua la trama de la película, con Alex Murphy todavía luchando para salvar a la vieja ciudad de Detroit de un sinnúmero de elementos descontrolados; y, en ocasiones, luchando por recuperar aspectos de su humanidad y de mantener su utilidad a los ojos de "El Viejo", Presidente de OCP. En muchos episodios se ve la reputación de RoboCop puesta a prueba o amenazada por las intervenciones del doctor McNamara, creador del ED-260, de la versión actualizada de los Droid encargados de hacer cumplir la serie 209 y el principal competidor para el apoyo financiero de la OCP. A menudo desarrolla otras amenazas mecánicas que atacan con frecuencia a RoboCop.
Como contrapartida, RoboCop entabla amistad como siempre con la Oficial Anne Lewis, pero también es perseguido y fustigado por el prejuicioso Teniente Hedgecock, siempre decidido a deshacerse de él y los de su clase, a quienes ve como bombas de tiempo. Su rivalidad llega a un clímax durante el episodio "El hombre del traje de hierro", donde Hedgecock se acerca para finalmente golpear a Murphy con la ayuda de un nuevo sistema de armas desarrollado por McNamara, pero casi mata a Lewis cuando ella interfiere, enfureciendo a Murphy hasta las lágrimas, haciendo que le quite a Hedgecock el traje de hierro y casi aplastando su cráneo antes de que Lewis aparezca para cerciorarse de su seguridad.
El programa aborda los temas del racismo ("La Hermandad"), los prejuicios en el trabajo ("El hombre del traje de hierro"), el espionaje ambiental ("Dentro de lo Salvaje"), y la reprogramación de los asesinos ("El Scrambler"). Todos estos episodios muestran que la serie tenía guiones más oscuros en comparación con el intento de animación de 1999 RoboCop: Alpha Comando. La serie también tuvo un alto presupuesto. El título incluso cuenta con una breve secuencia de animación de Murphy siendo abatido por Clarence Boddicker y su banda. La animación original fue hecha de un modo más serio y siempre mencionando la humanidad de Robocop, a diferencia de Alpha Commando

## Antagonistas recurrentes
RoboCop tendrá que hacer frente a una serie de enemigos que aparecen en el programa, el primero de los cuales es el ED-260, modelo hecho por el doctor McNamara, quien anhela obtener la aprobación de sus proyectos sobre el programa Robocop. En el primer episodio, construyó un supertraje para un oficial de policía para demostrar que era superior al oficial de policía cibernético, el cual fallo.
Otro antagonista era un tanque robótico automatizado para los militares que, sin embargo, fue saboteado por los competidores. Este tanque poseía una sola pistola principal y un sensor de orientación debajo, lo que permitía a la máquina la búsqueda del objetivo a atacar. Este sensor también poseía una pequeña potencia que le permitía atacar enemigos cercanos. También era capaz de volar y de lanzar misiles.

## Guía de episodios
1. "Ola Criminal": El Dr McNamara contrata a una muy peligrosa banda, Los Vándalos, para causar olas de crímenes en masa en el Viejo Detroit. Si RoboCop no puede detener esta amenaza, el doctor McNamara liberará su ED-260 en las calles del Viejo Detroit.
2. "Conflictos": Un exmiembro del OCP, ahora criminal, piratea los controles del sistema de RoboCop. Después se escapa de la prisión con ayuda de un lavado de cerebro a RoboCop. Los delincuentes pueden ahora controlar a RoboCop y darle la misión de asesinar al líder del OCP: El Viejo.
3. "El Proyecto Espora Mortal": Un experimento de OCP llamado "Espora de la Muerte" sale terriblemente mal y se escapa por las calles y alcantarillas del Viejo Detroit, alimentándose de la energía de la ciudad, así como de la de RoboCop.
4. "La Hermandad": RoboCop conoce a una banda criminal de alta tecnología al estilo Ku-Klux-Klan, que se llama a sí misma "La Hermandad". Su objetivo es destruir a todos los robots y cyborgs en el Viejo Detroit con una bola de alta tecnología que causa errores en robots y cyborgs y que los vuelve locos para que destruyan todo lo que ven, o tengan una falla en su sistema.
5."El Hombre del Traje de Poder": El Dr McNamara crea un traje de hierro que está diseñado para ser, por lejos, superior a RoboCop, e introduce al Teniente Hedgecock - que desprecia a RoboCop - en el traje para que desafíe a RoboCop a demostrar a El Viejo la superioridad de su producto. El Viejo está más preocupado por el beneficio del producto que por el desafío que Hedgecock y RoboCop tienen entre sí, por lo que se embarca en esta competencia para determinar qué producto es mejor y más rentable.
6. "El Bombero": El Dr McNamara libera a Los Vándalos de la cárcel y los contrata para robar la silla de recarga de RoboCop. Sin ella, RoboCop es un pedazo de basura. Los Vándalos roban la silla de RoboCop e intentan vendérsela al doctor McNamara. ¿Podrán RoboCop y Anne Lewis obtener de nuevo la silla de recarga, antes de que RoboCop sufra una pérdida de potencia? Escrito por Marv Wolfman 
7. "No Hay Noticias que Buenas Noticias": El Dr McNamara sabotea el nuevo gran tanque de OCP AV7. AV7 piensa que todas las cosas en el Viejo Detroit son enemigas, y al mismo tiempo un mal reportero intenta difamar a RoboCop, pero no sabe lo difícil que puede ser.
8. "La Noche Del Arquero"(juego de palabras con el significado del nombre del protagonista del episodio, Archer, un apellido común en inglés, que significa "arquero", en referencia a Robin Hood): Un hombre llamado Archer roba el dinero de los ricos y se lo da a los pobres. Pero, ¿Cuál es el VERDADERO significado y móvil de las acciones de este ladrón? ¿Podrá RoboCop detener a este villano? 
9. "Rebeldes sin Causa en Detroit": Una escalofriante guerra de bandas se desata cuando un gran cargamento de armas ilícitas es robado de la Estación de Policía de Metro Oeste. Las bandas se atacan y el único que puede detenerlas es ... RoboCop.
10. "La Venganza de los Robots": RoboCop y Anne Lewis son asignados como guardaespaldas para el Príncipe Saurus y el jeque Ilmars. Son dos líderes de Oriente Medio que discuten un tratado de paz, pero dos terroristas envían un ED-260 para asesinar a los dirigentes justo antes de que puedan firmarlo.
11."Peligro en el Bosque": RoboCop intenta detener a una fábrica de OCP que contamina el agua y el medio ambiente.
12. "Amenaza del Pasado": Un peligroso amuleto con un microcircuito llamado Zip-Chip está a la venta en el mercado negro. RoboCop intenta detener a la banda, cuando descubre que el líder es Clarence Boddicker, quien mató a RoboCop antes, cuando era un oficial humano llamado Alex J. Murphy.

## Lanzamiento en video
En 1991, tres episodios de la serie fueron puestos en volúmenes VHS NTSC, y distribuidos por Best Film & Video Corp en conexión con Marvel Video. Los episodios fueron los siguientes: "El hombre del traje de hierro!" (Volumen 1), "Ola de Crímenes" (volumen 2), y "Una Venganza Robótica" (volumen 3).
A partir de 2007, ninguno de los 12 episodios del programa se han introducido en DVD. Sin embargo, todos los episodios han sido puestos en un disco láser de 42 minutos.
El 18 de febrero de 2008, Jetix Films UK distribuyó la serie completa en 3 discos que contienen los 12 episodios.
En España la distribuidora Filmax editó la serie completa en 4 DVDS. Cada disco contiene 3 episodios, con cinco pistas de audio cada uno: Español, Catalán, Español neutro, Euskera e Inglés.
V • d • e 
RoboCop 
Films RoboCop • RoboCop 2 • RoboCop 3 
TV RoboCop: La Serie Animada • RoboCop: La Serie • RoboCop: Alpha Comando • RoboCop: Primer Directivas 
RoboCop videojuegos de ordenador y los videojuegos 
Comics RoboCop versus el Terminator • Frank Miller RoboCop 
Caracteres RoboCop • ED-209 • Anne Lewis 
Organizaciones Omni productos de consumo 
Otros Kidou Keiji Jiban • Lucha contra la capital: el regreso de RoboCop.
• Doblaje Latinoamérica - RoboCop: Juan Alfonso Carralero (México).